# گرگوریو ده لافرره
گرگوریو ده لافرره (به اسپانیایی: Gregorio de Laferrère) شهری در کشور آرژانتین، استان بوئنوس آیرس است که در سال ۲۰۰۹ میلادی، حدود ۱۷۵٬۶۷۰ نفر جمعیت داشته است.